# Andelig Dufworöst
Andelig Dufworöst är en psalmbok författad av Olof Kolmodin den äldre med stark prägel av herrnhutism. Den utkom i minst 15 upplagor, varav den första kom 1734. Förläggare och tryckare var bland andra Carl Stolpe. Av de 133 psalmerna är 80 texter översatta från Benjamin Schmolcks psalmtexter. Samlingen fick en uppföljning 1933 då Svenska Kyrkans Diakonistyrelses förlag gav ut ett urval av dess psalmer i psalmboken Morgonvisor och aftonpsalmer; texterna bearbetades något för sin tids språkbruk.
Poeten Anna Maria Lenngren omnämner i sin dikt Törstsläckningen denna allmänt spridda psalmbok:
| ” | ... Med hårdt friserad tur och nationella drägten Så nitiskt gör bekant hvart svaghets-ögonblick Af fruar i och utom slägten Och sprider ut kring stad och land Hur mången flickas dygd på balen gått till fanders Och noga talar om hvart tappadt strumpeband, Med Dufvorösten i sin hand Och näsan täppt utaf Dimanders, Just den matronan, som man vet Att, när hon säga skall en sak af vigtighet, Högtidligt fattar sin trumpet ... | „ |

## Andelig Dufworöst 6:e upplagan 1770
Den sjätte upplagen kom 1771 tillsammans med författarens böneskifter Den Trogna Själens Gyldene Rökelse-Kar också i en sjätte utgåva. Psalmboksdelen, av dessa bägge sammanbundna böcker, innehåller 133 numrerade psalmer. Den 1 september 1731, med den första utgåvan skrev Johan Rosenadler följande förord:
| ” | Denna Bok, som så ymnog är af upmuntring til Gudelig andakt wid hwarjehanda tilfällen, och desz utan med särdeles nöje befinnes hafwa i akt tagit de Reglor, som höra til wårt Modersmåls Rimkonst, lärer förmodligen så i det förra, som det senare målet skaffa en allmän nytta, när den i Dagsljuset genom Trycket befordras. | „ |

Också Kolmodin själv skriver ett förord, i vilket han förklarar hur boken omändrats. Först har han ”sökt i möjeligaste måttan, undwika twänne Vocalers (Sjelfljudningars) sammanstötande mot hwarannan, som ofta förorsakar ett hemligt oljud” samt för det andra ”Sångernas Hufwud-Titlar worden förökad” och så för det tredje ”bifoga det så kallade Gyldene Rökelse-Karet”. Slutligen omtalar Kolmodin att ”förläggaren med detta Formatet, welat göra Boken både lindrigare til inköpet och widare til bruket”.
Texten är tryckt i frakturstil och skriven i enlighet med den tidens stavning. I det första ”Registret”, som omfattar sex sidor, presenteras de tio särskilda avdelningarna och de olika sångernas ”Hufwud-Titlar”. Efter presentationen av alla 133 sångtexterna finns ett psalmregister där första versens inledningsrad räknas upp i bokstavsordning. Psalmerna anges här med första versens inledningsstrof och titeln, efter varje sökbart psalmnamn, är den titel psalmerna har i registret.

### Första Afdelningen. Böne-Röst.
- 1 På Nådes-dörren klappar jag Bönens Hammar. Finns på Wikisource.
- 2 Åkalla mig i nödens tid Himmels Nyckel. Finns på Wikisource.
- 3 Jag längtar af allt hjerta Den 25 Kon. Davids Psalm. Psaltaren 25 Finns på Wikisource.
- 4 Gud är min hälsa, ljus och kraft Den 27 dito. Psaltaren 27 Finns på Wikisource.
- 5 Dagen tänder nu sitt ljus Morgon-Sång  Finns på Wikisource.
- 6 I Guds Namn öppnar jag förnögd min ögnalock Morgon-Sång  Finns på Wikisource.
- 7 Nu hafwer natten ända Morgon-Sång
- 8 Du täcka morgonråda Morgon-Sång
- 9 Uppmuntra dina leder Morgon-Sång
- 10 Kom, du klara morgonstjerna Morgon-Sång
- 11 Lyft ögonen opp Morgon-Sång
- 12 Nu börjar swarta natten på  Afton-Sång
- 13 Si dagen går Afton-Sång
- 14 Wälkommen, afton, mera klar Afton-Sång
- 15 Luften börjar swalkas, Hwilostunden nalkas  Afton-Sång
- 16 Den mörka natten hafwer täckt Afton-Sång
- 17 Store Gud, som jordens runda  Afton-Sång
- 18 Afton kommer, dagen wiker Afton-Sång

### Andra Afdelningen. Sorg- och Klage-Röst.
- 19 Tårar! Tårar! Christnas Tåre-Kalk.
- 20 Ack, hur' längtar jag och trängtar Turtur-Dufwan.
- 21 O we! o we! Jag är ett lyckans spe Skeppet i Stormen.
- 22 O Gud! hwi tiger Du så still? Den bedröfwades trängtan efter hjelpen.
- 23 Hjelp Gud! den sanna Christendomen Klagan öfwer Christendomens förfall.
- 24 Ej någon, utan Gud allena Hjertelig klagan öfwer Bättringens tröghet.

### Tredje Afdelningen. Tröste-Röst.
- 25 Hålt up, du du sorgsna själ at gråta Det saliga korszet. Finns på Wikisource.
- 26 Så blifwer alt dock wäl bestält Sol utur Målnen. Finns på Wikisource.
- 27 Jag hafwer stort bekymmer haft Ögon-Tröst.
- 28 Gråt icke: Si Gud lefwer än Christnas Tåre-Duk.
- 29 War åter nu tilfreds, min själ och hjerta Glädje-Tårar.
- 30 Ack! skal det dock så fåfängt wara Änden god, alt godt. Den 73 Konung Davids Psalm. Psaltaren 73
- 31 Det är så Guds wis Den HErren älskar, den agar Han.
- 32 Min själ, du fåfängt ängslar dig Tröst i Gudi.
- 33 Hjelp! JEsu hjelp! ty jag förgås Dens eländas Hopp.
- 34 På jordens runda, jag ej tror Hoppets fast Ankar i Storm och Motgångs tankar.
- 35 Korszet är de Christnas broder Roser af Törne.
- 36 Ändtligt! Ändtligt skingras dock Det sidsta det bästa.
- 37 Falska werld, hwi wil du så Den suckande Oskyldigheten.
- 38 Låt, min själ, dig ej förtryta Tröst emot Afwund.
- 39 O huru godt, godt samwet är at äga Samwets Sköld.
- 40 Är Gud för osz, hwad kan då skada Gud i Skölden.

### Fjerde Afdelningen. Bättrings-Röst.
- 41 O JEsu Christ, min Sköld och Sol Nåd för Rätt.
- 42 Tjåcka skyar, eder lyfter Bättrings-Tårar.
- 43 Ach! skal jag usle töras gå Et förkroszat hjertas Bättrings-Upsåt.
- 44 Giut watten, min själ, och försänk dig i gråt Et förkroszat hjertas Tröst.
- 45 Kan jag, med jord-bebunden röst  Röst utu Stoftet.
- 46 Du wåra fäders Gud Manasze Bön. Finns på Wikisource.
- 47 Du, som blida strålar skickar Det borttappade Fårets Klagan.
- 48 Brist, hjerta, i stycken och smält uti gråt Förlorade Sonens Bättrings-Tankar.
- 49 Vart flyr jag för Gud och hans eviga lag Publicanens Skriftermål. Finns på Wikisource.
- 50 Församlens hit, I mine jämmertårar Den gråtande Petrus.

### Femte Afdelningen. Gudelig Förnöjelses Röst.
- 51 Jag är förnögd uti mitt hjerta Den förnögda själen.
- 52 Jag säger: Som Gud wil! Et i Gudi tilfredsstält Sinne.
- 53 När jag Dig, min Gud kan äga Den bästa Egendom.
- 54 HErrre, Du min gode Herde Herda-Pris Eller Den 23 K. Davids Psalm. Psaltaren 23
- 55 Nöjsam sinne tänker jag Et nöjsamt Sinne.
- 56 När jag Dig, o HErre hafwer Gud och alt Nog. K. D. Psalm 73. V. 25–26. Psaltaren 73
- 57 Gud min Tröst! GUD god för Alt.
- 58 Min JEsu, som Du wilt! Ske Din wilje!
- 59 Fast ensam, dock ej helt allena Den förnögda Engsligheten.
- 60 Jag lefwer där min Kärlek är Umgänge i Himmelsen.
- 61 Flyg, min själ, med längtans wingar Werlden förgås och hennes Lusta.
- 62 Jag hafwer Gud, och hafwer nog Gud och Nog. Finns på Wikisource.
- 63 Min Gud! mitt alt utöfwer alla Alt i Allom.
- 64 Likwäl jag städse wid Dig blifwer Kabor wid Kläderna.
- 65 Haf Din lust i Herran gerna Lust efter Hjertans Önskan.
- 66 På min Gud wil jag städs tänka Förgät mig icke.
- 67 Hur' är dock människan så högt begifwen på Den fåkunniga Wisheten. Finns på Wikisource.
- 68 Hwad gifwer du din Gud, min själ? Den bästa Skänk.
- 69 Jag är den rikesta menn'ska på jorden Den rika Fattigdom. Som de där intet hafwa, och dock all ting äga.
- 70 Sörje eho som har lust til at sörja Glädje uti Gudi. Såsom bedröfwade, och dock altid glade.
- 71 Skal jag ej wara glad Namn i Himmelen.

### Sjette Afdelningen. JESUS Andakts-Röst.
- 72 Min JEsum jag ej släpper Jag håller honom, och wil icke öfwergifwa Honnom.
- 73 Du, som själen endast fägnar Den bästa Trösten.
- 74 En enda tröst mitt hjerta wet Den bästa Tröst.
- 75 Min JEsus älskar mig JEsu söta Kärlek.
- 76 JEsus, JEsus är det ordet Ju längre, ju kärare.
- 77 Mitt A och O Immanuel Min Wän är min och jag är Hans.
- 78 Hwar är JEsus, den mig nöjer Sulamits Längtan.
- 79 JEsu, du min fromma Tusend-Frögd, eller JEsus öfwer Allt.
- 80 Den bästa Wän i himlen finnes Den trognaste Wän.
- 81 Ach! må jag mig ej salig akta Det stora i det litsla: Eller JEsus i Hjertat.
- 82 En Christenhetens höga fäst Om JESU Födelse. Jule-Beredelse.
- 83 Si Människan! ach kommer hit Om JESU Lidande. Si Människan.
- 84 Går här ut I Zions döttrar Kärlekens blodiga Skådeplats.
- 85 Blod, ach blod, hwad ser jag rinna? Kärleken under Korszet.
- 86 Bort, af något mig berömma En med Christo Korsfäst Christen.
- 87 Min JEsus dör! En Christens död med Christo.
- 88 Så wil jag dit där JEsus dör Golgatha.
- 89 Min JEsus nu lefwer Påska-Frögd.
- 90 Si, döden är dödad En Christens Lif med Christo.

### Sjunde Afdelningen. Lof- och Tacksägelse-Röst.
- 91 Gud är wårt starka fäste Guds Församlings Triumph-Sång. Den 46 K. Davids Psalm. Psaltaren 46
- 92 Waka up, min själ, at sjunga Hjerte-Wäckare.
- 93 Fort min sång och wisa Guds Godhets Beröm.
- 94 Up mitt hjerta, själ och sinne Tack-Offer.
- 95 Halleluja! Min själ nu gack En wakande Psaltare och Harpa.
- 96 Själ och sinnen up, min HErra Gud at prisa Guds Allmagts Pris. af K. Davids 104 Psalm. Psaltaren 104

### Ottonde Afdelningen. Tilfällig Andakts-Röst.
- 97 Ho sin Gud i följer tager Rese-Sång.
- 98 Rätt så i HERrans Namn Gudeliga Tankar på wägen till Kyrkan.
- 99 Lof Gudi! Jag har HERran skådat Gudelig förnöjelse, då man reser ifrå Kyrkan.
- 100 Min själ, hwart wil du gå? Bättrings-Wäckare, när man går til Skrift.
- 101 Pris ware Gud för Nåden Frögdefull hemresa ifrån Skriftermålet.
- 102 Låt nu alt jordiskt fara  Andäktiga Tankar, wid den heliga Nattwardens åtnjutande.
- 103 Up mitt hjerta, rusta dig O JEsu Christ, min Sköld och Sol Trones frögd och styrka under och utaf den heliga Nattwardens anammande.
- 104 Ach! hur härligt är det hus Hus-Andakt, då man läser en Predikan.
- 105 Ordsens HErre, du som gifwit Osz Ditt ord Förberedelse, då man wil läsa i den heliga Bibel.
- 106 Lofwad ware HErran Gud Andelig Sinnes-Förnöjelse i glädjefullt öfwerwägande af det som man läsit i den heliga Bibel.
- 107 Rätta Hälso-Källa, JEsu, låt upwälla Surbruns-Sång. I 1819 års psalmbok nr 366 Finns på Wikisource.

### Nionde Afdelningen. Döds-Betraktelse-Röst.
- 108 At jag skal dö, det wet jag wäl Dageliga Dödstankar.
- 109 Lär mig, HErre, wäl betänka Den bästa Wetenskap.
- 110 Rätt hjertelig jag längtar Christelig döds anstalt och Testamente.
- 111 Jag wet min Goel lefwer än Kyrkogårds-Blomster.
- 112 Dödlige, som går förbi Den talande Döde.
- 113 Min ena fot i grafwen står Dödsens Tänko-Skrift.
- 114 Beställ ditt hus, ty du skalt dö Den nödigaste Beredelse.
- 115 Du mitt sidsta hus på jorden Lik-kistans åskådande.
- 116 O män'ska, tänk på ändan Den wälbetänkta Ändan.
- 117 Ach! At min sista lefnads-stund Lust at skiljas hädan.
- 118 Bryt an, du ljufwa stund Längtan efter Döden.
- 119 Döden är en bitter rot Dödens bitterhet och sötma.

### Tionde Afdelningen. Gudelig Upmuntrings-Röst.
- 120 Christligt lefwa, saligt dö Den bästa Delen.
- 121 Gack warlig, min Christen Den smala Wägen. Finns på Wikisource.
- 122 Blif from och hålt dig rätt Fromhet och Rätthet.
- 123 Åren är nu satt til roten Andelig Trägårds-Prof.
- 124 Är du af Christo nämnd En Christelig Ämbets-Plikt.
- 125 Stig up, min själ, och tag en blick Himmelsk lust mot Jordisk pust. Finns på Wikisource.

### Tilökning.
- 126 Nu hafwer denna natt Morgon-Psalm.
- 127 Kom Ensamhet, min bästa trefnad Ensam Lefnad, Frihets Trefnad.
- 128 I himmelen, i himmelen har jag mitt borgerskap Wår umgängelse är i Himmelen. Finns på Wikisource.
- 129 Min Födelse-dag Förtjenar, at jag Låf-Sång uppå sin Födelse-Dag.
- 130 Wår lifstid fort med tiden går En annan wid lika tilfälle.
- 131 GUDs dyraste Lam Si Guds Lam.
- 132 I JESu namn gå wi til bord Böne-Sång före Måltid. Finns på Wikisource.
- 133 Gudi ske nu lof och pris Tacksägelse-Sång efter Måltid.